# Ieri & Oggi Mix Vol. 1
Ieri & Oggi Mix Vol. 1 è un album di Gigi D'Agostino, uscito dopo quasi 2 anni dalla pubblicazione del quotato Suono libero, e quasi volendo rompere gli schemi che si erano venuti a creare negli ultimi anni, invece del classico doppio cd, ripropone la formula che lo portò al successo nel 2003 con la compilation Live at Altromondo Studios Part I, ovvero un singolo cd mixato con ben 34 brani, fra i quali alcuni di quelli sentiti già air streaming durante le sue recenti trasmissioni radio Il cammino di Gigi D'Agostino e Quello che mi piace sulla trasmittente m2o.
L'album ha debuttato alla posizione numero 9 della classifica ufficiale FIMI.

## Tracce
1. Stay with Me (Gigi D'Agostino)
2. Farfuglia (Lento Violento Man)
3. Idea costante (Lento Violento Man)
4. Words Are So Easy to Say (Gigi D'Agostino)
5. Parlotta (Lento Violento Man)
6. Monoposto (Noise Maker)
7. Nostalgia solare (Gigi D'Agostino)
8. What the Bam (Gigi D'Agostino)
9. Benomale (Zeta Reticuli)
10. One & One (Robert Miles feat Maria Nayler)
11. Radici Dag (Gigi D'Agostino & Sud Sound System)
12. Piccola stella senza cielo *Oratorio Dag* (Gigi D'Agostino)
13. Per comunicare (Lento Violento Man)
14. Borgata Dag (Lento Violento Man)
15. Impicciato (Lento Violento Man)
16. Bollettino Dag (Lento Violento Man)
17. Godfather Film Music *Oratorio Dag* (Gigi D'Agostino)
18. Go West *Oratorio Dag* (Gigi D'Agostino)
19. Balla *Gigi D'Agostino Balla Mix" (Mastro "G" feat Fred Cannone)
20. Buzzica *Luca Noise Trip* (Orchestra maldestra)
21. Ogni volta che vai via (Gigi D'Agostino)
22. Oltrepassando (Gigi D'Agostino)
23. Again *Gigi D'Agostino Tanz" (Gigi D'Agostino)
24. Out of Blue (Sistem F)
25. Chariots of Fire *Oratorio Dag* (Gigi D'Agostino)
26. Con il nastro rosa (Gigi D'Agostino)
27. I'm in You (Gigi D'Agostino)
28. A volte io mi perdo *demo* (Gigi D'Agostino)
29. Rito magico (Lento Violento Man)
30. Calabrese (Lento Violento Man)
31. Vaporetto (Lento Violento Man)
32. Testa alta *e pugno al cielo* (Lento Violento Man)
33. Bisogna lavorare (Lento Violento Man)
34. Limpida (Gigi D'Agostino)